# Live Jam
Live Jam è il secondo album dal vivo della band The Jam, pubblicato circa 10 anni dopo lo scioglimento della band avvenuto nel dicembre del 1982.

## Tracce
1. The Modern World
2. Billy Hunt
3. Thick as Thieves
4. Burning Sky
5. Mr. Clean
6. Smithers-Jones
7. Little Boy Soldiers
8. The Eton Rifles
9. Away from the Numbers
10. Down in the Tube Station at Midnight
11. Strange Town
12. When You're Young
13. 'A' Bomb in Wardour Street
14. Pretty Green
15. Boy About Town
16. Man In The Cornershop
17. David Watts
18. Funeral Pyre
19. Move On Up
20. Carnation
21. The Butterfly Collector
22. Precious
23. Town Called Malice
24. Heat Wave

## Formazione
- Paul Weller - voce, chitarra
- Bruce Foxton - basso
- Rick Buckler - batteria